# Jun Aoki
Jun Aoki (青木 淳, Aoki Jun), (* 22. Oktober 1956 in Yokohama) ist ein zeitgenössischer japanischer Architekt.

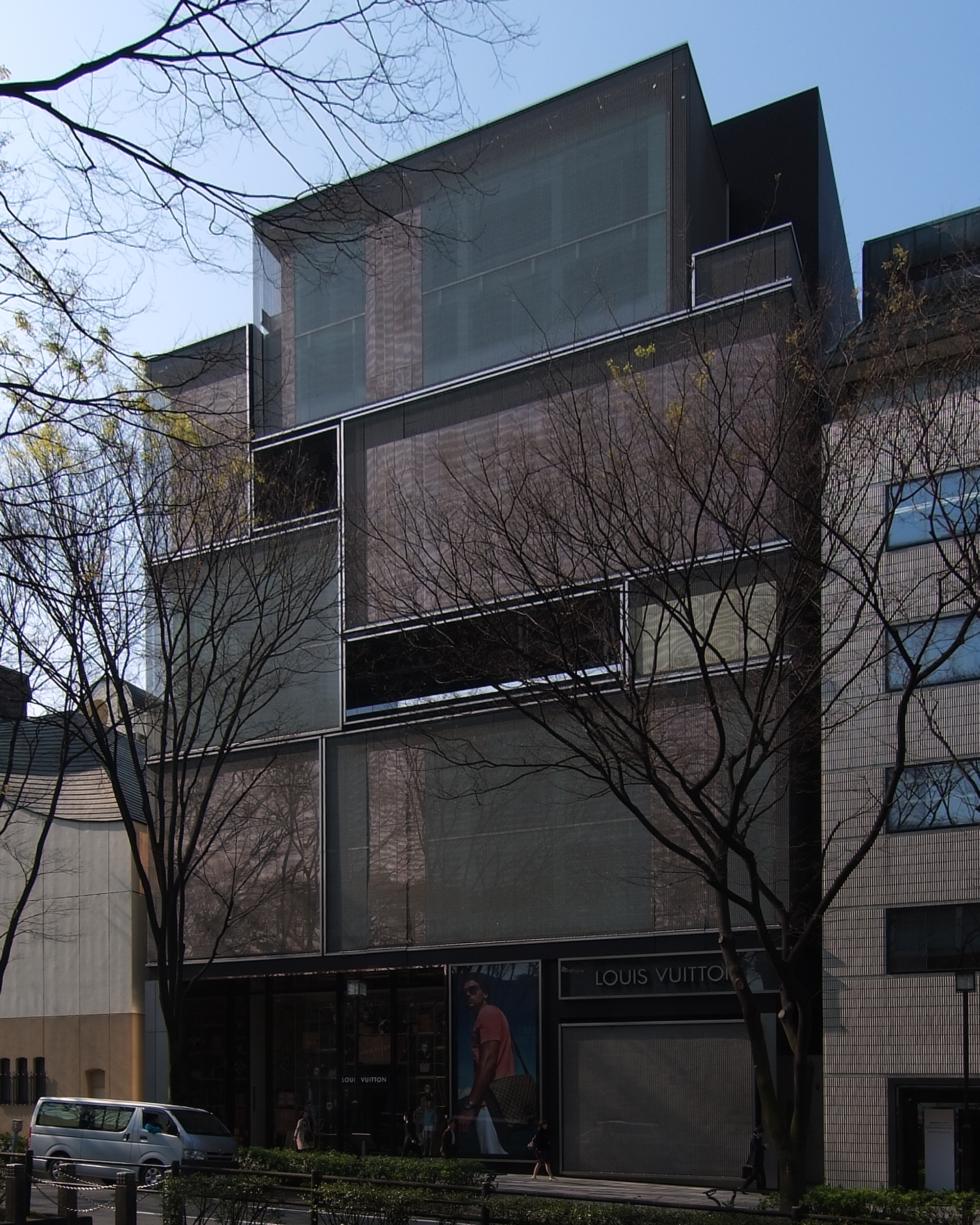
Louis Vuitton Omotesandō, Tokyo (2002)

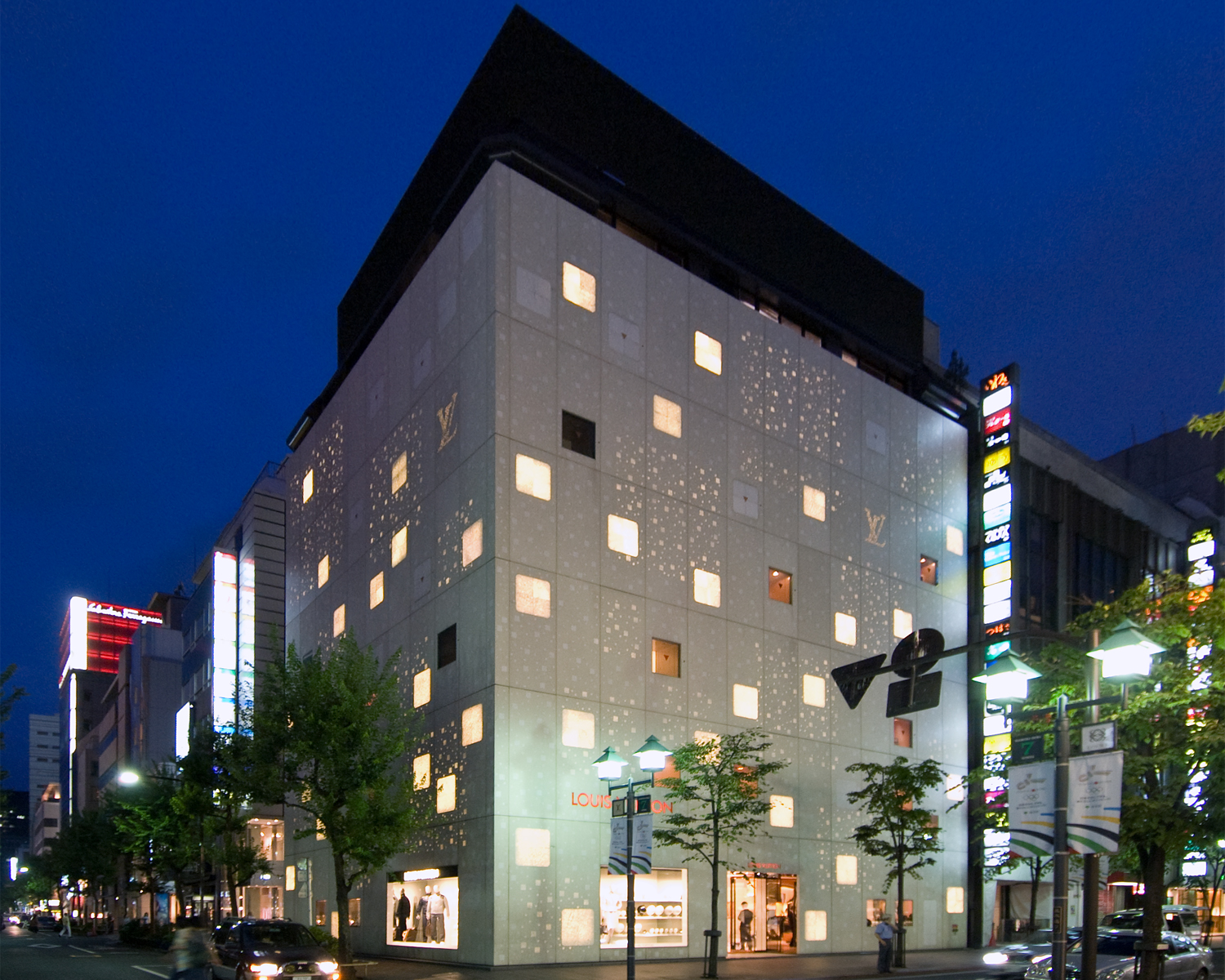
Louis Vuitton Ginza, Tokyo (2004)

Jun Aoki studierte an der Tokio Universität Architektur und arbeitete anschließend im Büro von Arata Isozaki, wo er unter anderem mit Shigeru Ban zusammenarbeitete, bevor er 1991 in Tokio sein eigenes Architekturbüro eröffnete. Im Jahr 2005 wurde er vom japanischen Amt für Kunst und Kultur für seine Arbeiten mit der Empfehlung der schönen Künste, dem bunkachō geijutsu senshō, ausgezeichnet.

## Werke (Auswahl)
- Mamihara Brücke (馬見原橋 mamihara bashi, 1995, Soyo, Präfektur Kumamoto); 1996 ausgezeichnet mit dem 8th Kumamoto Landscape Award
- S (1996, Odawara, Präfektur Kanagawa); Wohnhaus, 1997 ausgezeichnet mit dem 13th Yoshioka Award
- Yusuikan (遊水館 yusuikan, 1997, Toyosaka, Präfektur Niigata); Schwimmbad
- Fukushima Lagunenmuseum (ビュー福島潟 byū fukushimagata, 1997, Toyosaka, Präfektur Niigata); 1999 ausgezeichnet mit dem Architectural Institute of Japan Annual Award
- Mitsue Grundschule (1998, Mitsue, Präfektur Nara)
- Louis Vuitton Nagoya (1999, Nagoya, Präfektur Aichi); Laden, 2004 ausgezeichnet mit dem 11th Aichi Townscape Award
- Yuki no machi mirai-kan (1999, Yasuzuka (heute: Jōetsu), Präfektur Niigata); Bürogebäude
- Louis Vuitton Omotesandō (2002, Tokio); Laden
- U bis (2002); Ausstellungsarbeit
- Louis Vuitton New York (2004, New York City, Vereinigte Staaten); Ladenfassade (Renovierung), 2004 ausgezeichnet mit dem New York Store of the Year by Visual Merchandising and Store Design
- G (2004, Tokio); Wohnhaus
- Louis Vuitton Hong Kong Landmark (2005, Hongkong); Ladenfassade (Renovierung)
- JIN CO., LTD. (2006, Maebashi, Präfektur Gunma); Bürogebäude
- Aomori Kunstmuseum (青森県立美術館 aomori kenritsu bijutsukan, 2006, Aomori, Präfektur Aomori)
- J (2007, Tokio); Wohnhaus

## Publikationen
- 青木淳 Jun Aoki 1991–1999; Werksammlung, Shōkokusha Verlag 1999
- 原っぱと遊園地—建築にとってその場の質とは何か harappa to yūenchi - kenchiku ni totte sono ba no tachi to ha nani ka; Essaysammlung, 2004
- Jun Aoki Complete Works 1: 1991–2004; Werksammlung, 2004
- Jun Aoki Complete Works 2: Aomori Museum of Art; 2006
- 青木淳/開口部のディテール aoki jun / kaikōbu no diteeru; Detailzeichnungen, Shōkokusha Verlag 2007
- 原っぱと遊園地2 harappa to yūenchi 2; Essaysammlung, 2007